# Ju-on: The Grudge 2
Ju-on 2 (呪怨2?) (conocida en occidente como La Maldición 2, El Grito 2 y Ju-on: The Grudge 2) es la secuela de Ju-on: The Grudge y la cuarta película en la serie de horror japonesa. El filme fue estrenado en Japón el 23 de agosto del 2003.
La mayor parte de esta secuela es un recapitulación de la tercera, casi mostrando 32 minutos de nuevos detalles del total de los 95 minutos de la cinta. El resto de la película introduce nueva información sobre esos acontecimientos, nuevos personajes, así como una breve introducción de los acontecimientos que ocurrirán en las dos películas de cine.

## Sinopsis
Ju-on: The Grudge 2 sigue la maldición rencorosa de una mujer quien fue asesinada por su marido. La maldición cae en cualquiera que entre en la casa donde ocurrieron estos acontecimientos. Todos se unieron con la casa para luego tener encuentro con un terrible destino, así que la localización está lista para la explotación de un popular show de horror y variedades de TV llamado Heart-Stopping Backgrounds. A pesar de que no comienza con esta escena la cinta sigue la historia de un reparto y equipo de un show de TV que es filmado en la casa y encabeza finalmente a su defunción. Esta historia sigue la misma trayectoria no lineal como lo hace su precursora. Los acontecimientos se tejerán adentro y fuera de diferentes puntos y se superpondrán aquí y allí donde los personajes están encontrándose en cada otro.

### Kyoko |京子|
Kyoko es una mujer japonesa denominada como Horror Queen (Reina del Terror) quien trabaja en numerosas historias y filmografías sobre fantasmas. Una noche, ella y su prometido, Masashi, viajan en coche mientras escuchan la radio. Kyoko parece malhumorada, así que pide a su marido que la apague.
Mientras hablan sobre su futuro hijo, Kyoko parece presentir algo extraño, mientras el coche frena de golpe. Masashi baja a mirar que sucedió mientras Kyoko observa desde el coche. Masashi asegura haber atropellado un gato, pero cuando Kyoko mira desde el espejo, los pies pálidos de Toshio van hacia el gato. Kyoko y su marido aceleran el coche y siguen de largo. Kyoko parece presentir nuevamente esa corriente extraña, mientras grita horrorizada al ver al pequeño niño fantasma apoyado bajo el volante. El coche acelera y dobla hacia varios lados, chocando con los árboles de un parque. En el vidrio, pequeñas manos quedan marcadas. Cuando Kyoko despierta, mira a su marido grave, mientras sangra por debajo de la falda. Kyoko se da cuenta de que perdió a su hijo y grita. Al día siguiente en el hospital, Kyoko recibe el alta médica pues resulta que no estaba tan grave como se pensaba, su madre y Chiharu, una de sus compañeras de trabajo, van a verla. Masashi si quedó grave por el accidente por lo que Kyoko se dirige a verlo, al entrar a su habitación, Toshio aparece y presiona el vientre de Kyoko. Unos días después, Kyoko visita a un médico para ver el estado en el que se encuentra su bebé, el médico le dice que es un milagro pues su bebé no sufrió daño alguno, a pesar de haber perdido mucha sangre. Al llegar a su casa, su madre la espera para cocinar pero Kyoko va a su habitación y se queda dormida. Al despertar, oye que alguien la llama desde abajo. Kyoko va a la cocina y no encuentra a su madre, al ir a la sala de estar, la ve durmiendo en uno de los muebles e intenta despertarla pero su madre no reacciona. Kyoko cierra una ventana pues entraba mucho aire frío y en el reflejo ve a Toshio contemplando a su madre dormida, Kyoko se asusta e intenta despertar a su madre pero esta sigue sin reaccionar. Kyoko llora pues descubre que su madre esta muerta.

### Tomoka |朋香|
Miura Tomoka, una joven periodista, aspirante y ambiciosa, está practicando para el siguiente documental cuando empieza a escuchar ruidos de puñetazos en la pared de su apartamento. Mientras presiona su oído a la pared, un latido le da una sacudida eléctrica y extrañamente hace volcar su taza de té. Al rato, su amante Moriku Noritaka (este personaje es muy poco visto en la película) llega a su apartamento para pasar el rato con ella, Tomoka le dice que se escuchan ruidos extraños en su departamento por la noche, a lo que Moriku sugiere que es el edificio que cruje o retumba. Moriku le cuenta que cada vez está más aburrido de su esposa y quiere dejarla pero Tomoka lo ignora pues vuelve a escuchar los ruidos, a la medianoche, hora en que siempre se escuchan. Moriku también escucha y se asusta cuando se acerca a la pared para escuchar mejor los golpes. Al día siguiente, Tomoka sale a realizar el documental para el que tanto estaba practicando, Moriku la llama diciendo que iba a verla esta noche pero solo escucha un extraño estertor como respuesta. En la noche, Moriku llega al departamento de Tomoka pero no le abre la puerta, por lo que usa la copia de la llave que le dio Tomoka. Al entrar parece ver a Tomoka cuando recibe una llamada de ella misma que le dice que va a demorar en llegar, Moriku se sorprende y cuelga y todo el departamento esta oscuro, Moriku se dirige hacia la ventana sin encender la luz pensando que era una broma, Moriku se extraña, mientras pega un alarido al ver unos cabellos bajando del techo. Cuando Tomoka llega, ve a Moriku ahorcado por los cabellos de Kayako, que está en el techo. De repente aparece Toshio, empujando a Moriku de los pies, que chocando estos a la pared producían el mismo sonido de los golpes que escuchaba Tomoka, una taza llena de sangre se vuelca cuando los pies la chocan, a la medianoche. Kayako vuelve a bajar del techo, ahorcando a Tomoka con su cabello.

### Megumi |恵|
Megumi es una estilista del equipo televisivo Heart-Stopping Backgrounds, es llamada por Keisuke para que se encargue de maquillar a la Horror Queen, Kyoko, para la grabación. Ella se reúne con Watanabe, el camarógrafo, y Sooma, el sonidista, para ir encontrarse con Keisuke y Kyoko. Al llegar al punto de encuentro, llega también Tomoka que será la reportera del documental. Keisuke les dice que irán a la Casa Maldita a hacer un reportaje, pues harán una próxima película de terror ahí. Watanabe le dice a Megumi que ya ha trabajado con Kyoko varias veces y que es la mejor actriz que ha conocido. Megumi maquilla a Kyoko y se hacen buenas amigas, cuando ambas se dan cuenta de una extraña mancha oscura y húmeda en el espacio de los dormitorios de arriba. Esto incomoda a Megumi. Las grabaciones empiezan con Tomoka dando una breve explicación de los hechos ocurridos en las tres primeras películas y entrevistando a Kyoko mientras caminan por la casa. Sooma pega un grito al escuchar un ruido extraño que proviene del micrófono de Kyoko. Megumi también se percata de esto y Watanabe comienza a grabar otros lados de la casa. En el almuerzo, Megumi y Kyoko se alejan del resto, Kyoko le cuenta que está embarazada y a punto de casarse y piensa dejar por un tiempo la actuación, pues se siente un poco cansada. Megumi le regala un amuleto para que tenga un buen parto sin ninguna complicación. Keisuke y Sooma las interrumpen, haciendo que Megumi se sienta con algo de vergüenza. En el atardecer, Kyoko le dice a Megumi que le aterra la mancha que está en el dormitorio donde la está maquillando y Megumi le dice que ya trato de limpiarlo pero no pudo. En la noche el trabajo ya está terminado, todos suben a la camioneta para regresar al estudio y realizar la posproducción. Mientras Tomoka está hablando con alguien por celular y Kyoko es recogida por Masashi del lugar de rodaje, Megumi le dice a Sooma que la esperen pues se olvidó su mochila. Keisuke estaba por cerrar la puerta de la casa cuando Megumi llega y sube a recoger su mochila, mientras la espera, Keisuke se adentra en la casa para no aburrirse y encuentra una carta para Katsuya Tokunaga (uno de los personajes de Ju-on: The Grudge) así como una foto de él y su esposa Kazumi y el diario de Kayako. Megumi al salir del dormitorio logra ver algo y huye corriendo de la casa, Keisuke sale también y cierra con llave. Al regresar al estudio, Megumi se separa del resto de sus compañeros para peinar la cabellera de todas sus pelucas, pero detrás de ella una mancha negra parece moverse detrás de las cortinas. Cuando va a supervisar, una de las pelucas negras cae al suelo y Megumi la levanta. Cuando se acerca ve la misma mancha extraña y mojada de la casa en el suelo del estudio. De repente, la peluca de Megumi se mueve, y parece haberle crecido el cabello. Megumi suelta la peluca, quien se acerca hacia ella. Allí es cuando Kayako se materializa lentamente bajo la peluca, Megumi se sienta sobre la mancha que resulta ser el lugar donde Kayako estuvo en la bolsa bañada en sangre. Luego de tener una visión, Megumi sangra de la cabeza y numerosas manchas de sangre están en su ropa. Kayako haciendo su traqueteo se le acerca y mata a Megumi, haciéndola desaparecer. Keisuke observa el vídeo tomado dentro de la casa maldita, pero extrañamente se duerme. En el vídeo, después de escuchar el extraño sonido que escucho Sooma, el cuerpo de Kyoko se convierte en Kayako. Al final del vídeo, Toshio aparece cortando la cámara, Keisuke es despertado por el grito de Megumi, pero cuando va a verla ya no la encuentra.

### Keisuke |圭介|
Keisuke va a ver a Kyoko que está preocupada por el estado de Masashi luego de haber tenido un accidente. Ha pasado un mes aproximadamente desde que grabaron en la casa de los Saeki y Keisuke le dice a Kyoko que están pasando cosas muy extrañas en el set de producción. Tomoka y su amante se suicidaron y Megumi, Sooma y Watanabe han desaparecido sin dejar rastro, quedando solo ellos con vida. Kyoko le dice que su madre también acaba de fallecer y Masashi sufrió un accidente con ella. Keisuke le dice que tiene una teoría sobre lo que puede estar pasando y le explica que en una biblioteca tienen información sobre los asesinatos ocurridos en la casa de los Saeki. Keisuke le explica a Kyoko que cuando llegaron a ver la casa de los Saeki como lugar de la filmación, encontraron el cuerpo de una chica que llevaba muchos años ahí y que años atrás, Takeo Saeki asesinó a su esposa y a su hijo para luego aparecer muerto en una calle. Keisuke le explica que hay una leyenda que trata sobre la muerte de una persona dentro de una incontrolable ira y que dicha maldición se ubica en los lugares donde dicha persona vivió. Kyoko le dice a Keisuke que no quiere escuchar más sobre lo ocurrido y que dejará la producción. Keisuke lleva a Kyoko a su casa, cuando esta baja del auto ve a Megumi, quien entra a la casa de Kyoko, esta pega un grito y Keisuke va a verla, solo para ver Megumi entrando a la casa. Keisuke y Kyoko entran a buscarla, cuando Megumi aparece frente a Keisuke y le entrega un libro, que resulta ser el diario de Kayako. Keisuke lo lleva a la biblioteca de nuevo para verificar que dicho diario pertenece a Kayako. Kyoko va a ver a Masashi solo para descubrir que su situación empeora, es cuando decide unirse a Keisuke para encontrar una salida a todo lo que pasa. Keisuke le dice que debe haber un motivo para que Kyoko no haya muerto en el accidente que tuvo y que puede estar relacionado con su bebé, Keisuke le dice que irá a la casa de nuevo a averiguar algo más, Keisuke se queda en la biblioteca mientras intenta transcribir unas partes ininteligibles del diario de Kayako, una impresora se enciende y comienza a imprimir en varias hojas la cara de Kayako, Keisuke huye pero se da cuenta de que una silueta gigantesca se asoma detrás de él. Al día siguiente, Kyoko se le adelanta y en la mañana va a ver la casa. Al no poder entrar por la puerta principal, Kyoko entra por la parte trasera y escucha los gritos de una mujer. Al acercarse, ve a su compañera, Chiharu, gritando en la puerta, tratando de abrirla. Luego Kayako aparece arrastrándose por la escalera y Kyoko se desmaya.

### Chiharu |千春|
Chiharu es una estudiante (una amistad de Izumi, en la primera película) que participaba como extra en una película antigua de Harase Kyoko. Cuando se encienden las luces y vienen todas las estudiantes corriendo, Chiharu pega un grito indebido al ver a Kyoko (quien tiene a Toshio presionándole la barriga). Durante la noche, Chiharu sueña volver a casa de los Saeki, y observa que la puerta de salida se encuentra cerrada con la cadena. Mientras intenta abrir, Kayako baja las escaleras, alcanzándola. Chiharu despierta de golpe. De camino a clase se encuentra con su amiga Hiromi, quien le cuenta que tiene un primo (Keisuke) que trabaja en el cine que le ha dicho que buscan extras para una película (la que protagoniza Kyoko). Chiharu parece decaída. Mientras esperan su turno de salir a escena, Chiharu se duerme en el autobús de producción, encontrándose en su sueño encerrada de nuevo en la casa maldita, intentando salir. Su amiga Hiromi la despierta varias veces, pero ella insiste en esa pesadilla. Dentro del sueño, Chiharu escucha la voz de su amiga detrás de la puerta. Chiharu baja corriendo del microbús y se encierra en el baño. Ve a Kayako mirándola desde el techo. Chiharu sueña de nuevo, y corre hacia afuera, choca con un niño que estaba jugando a la pelota y cae al suelo. Hiromi la alcanza y la intenta despertar cuando en realidad, Chiharu está detrás de ella y el cadáver que tiene Hiromi es un fantasma. Chiharu intenta llamar la atención de Hiromi, pero ella no la escucha, aunque nota una mano en el hombro. De repente, Kayako toma a Chiharu por detrás, y la vuelve a llevar a su pesadilla, pero esta vez es real, Chiharu logra abrir un poco la puerta, alcanzando ver a su amiga Hiromi nuevamente detrás de la puerta. Kayako se va aproximando a Chiharu, cuando Chiharu ve a Hiromi, que intenta abrir la cadena, Kayako aparece debajo de Chiharu, cerrando la puerta con ella.

### Kayako |カヤコ|
Keisuke va a la casa de los Saeki a buscar respuestas sobre el diario de Kayako, al llegar ve a su prima Hiromi gritando, pues estaba viendo como Chiharu era ultrajada por Kayako. Hiromi huye despavorida del lugar y Keisuke abre la puerta principal. Al entrar, ve a Kyoko desmayada detrás de la escalera y ve que se le ha roto la fuente, Kyoko está a punto de dar a luz. Keisuke lleva a Kyoko al hospital, donde también se encuentra internado Masashi, que de alguna forma llegó a la terraza del hospital para suicidarse, lanzándose desde lo alto. Keisuke le da el amuleto de Megumi a Kyoko para que todo salga bien, pues Keisuke cree que el nacimiento de una nueva vida puede acabar con la maldición. Kyoko da a luz pero ella no ve a su bebé sino a Toshio llamándole: Mamá. Kyoko se desmaya y los médicos y enfermeros comienzan a gritar. Horas después, Keisuke entra en la sala de partos para ver que sucedió y encuentra a todos los enfermeros muertos. Keisuke ve que del vientre de Kyoko comienza a salir Kayako, como si Kyoko la estuviera dando a luz. Con un aspecto terrorífico, Kayako se acerca a Keisuke y lo mata. Kyoko despierta y todos los enfermeros han desaparecido, encuentra un pequeño bulto que resulta ser su bebé y Kyoko la recoge en brazos. Cinco años después, Kyoko se ha retirado del mundo de las películas para dedicarse a su hija, cuyo nombre no es revelado. Un día, Kyoko está paseando con su hija cuando pasan por encima de unas vías del tren, la pequeña niña se pone a ver pasar el tren mientras Kyoko la espera en la escalera del puente. Cuando Kyoko le da la mano a su hija, esta la empuja de las escaleras, al bajar la niña a ver a Kyoko le quita un libro que tenía en sus brazos (posiblemente el diario de Kayako) y se revela el misterio principal. Kayako reencarnó en la hija de Kyoko y así volver a la vida, para luego repetir la maldición nuevamente. Kyoko se da cuenta de que su hija siempre fue Kayako, pero a pesar de eso, le entrega su bufanda, Kayako solo la mira fijamente y se marcha, sin mostrar remordimiento. Kyoko muere desangrada mientras varias personas se acercan a ver qué sucedió.

## Cronología
- Takeo asesina a Kayako y a Toshio, creando así la maldición.

- 12 años después de los asesinatos perpetrados por Takeo, y por los hechos ocurridos en las películas anteriores, la casa de los Saeki queda imposibilitada para ser habitada. Es decir, nadie puede mudarse a vivir a esta casa.

- Harase Kyoko y su prometido, Masashi, reciben la noticia de que pronto serán padres.

- Chiharu se preocupa por su amiga Izumi Toyama (personaje de Ju-on: The Grudge) y va a verla con una amiga. Al llegar, nota que Izumi está actuando de una manera muy extraña. Izumi les dice que ella entró con el grupo de Saori (personaje de Ju-on 2) a la casa de lo Saeki y ella las abandonó, ahora se encuentran desaparecidas y se siente perturbada por eso.

- Keisuke tiene la idea de grabar una película o programa de TV de terror en la casa de los Saeki, pero primero quiere hacer un pequeño documental o reportaje para promocionar la película.

- Chiharu ve unas fotos de Izumi donde aparece con su cara deformada (puesto que está maldita).

- El cadáver de Rika Nishina (protagonista de la película anterior) es encontrado por Keisuke en la casa de los Saeki.

- Izumi es asesinada por Kayako, terminando así con los sucesos de Ju-on: The Grudge.

- Keisuke convence a Harase Kyoko de ser la protagonista de dicho programa, Kyoko es conocida como la Horror Queen (Reina del horror) por su constante participación en películas de fantasmas.

- Chiharu se entera de la muerte de Izumi y comienza a ser perturbada.

- Keisuke le dice a su prima Hiromi que le dará la oportunidad de comenzar en el mundo del espectáculo, como extra en una película, ella le dice que también acepte a Chiharu para ese papel y Keisuke acepta.

- Chiharu es poseída por Kayako y la hace ingresar a la casa de los Saeki a altas horas de la madrugada, quedando Chiharu maldita.

- Keisuke se comunica con Miura Tomoka para que sea la encargada de conducir el reportaje del programa Heart-Stopping Backgrounds.

- Watanabe conoce a Kyoko mientras trabajan para una escena de la película, en la que participan también Chiharu y Hiromi.

- Keisuke logra conseguir un permiso para grabar en la casa de los Saeki y se lo comunica a Megumi y Tomoka.

- Chiharu se hace amiga de Kyoko, pero al grabar la escena Chiharu grita, algo que no estaba en su papel. Chiharu ve a Toshio acariciándole el vientre a Kyoko y se desmaya.

- Chiharu es llevada al autobús de la producción hasta que se recupere, Hiromi la acompaña. Mientras está inconsciente, Chiharu tiene pesadillas sobre que está en la casa de los Saeki y Kayako la persigue. Al despertar, le dice a Hiromi que se aleje de esa casa pues puede morir y huye del lugar, encerrándose en el baño.

- Watanabe y Hiromi van tras Chiharu pues no se encuentra bien. Chiharu tiene alucinaciones y sale del baño, chocándose con un niño en un parque y queda inconsciente.

- Hiromi encuentra a Chiharu y la abraza pero resulta ser un fantasma, la verdadera Chiharu ve cómo su amiga la ve desde lejos. El fantasma de Chiharu reacciona y huye, dejando a Hiromi sola. Chiharu desaparece.

- Unos días después, Keisuke avisa que ya es momento de grabar el programa para Heart-Stopping Backgrounds.

- Tomoka está practicando en su departamento para conducir el programa, pero unos ruidos extraños como golpes en la pared la distraen.

- La verdadera Chiharu, poseída, comienza a deambular por las calles en la madrugada hasta entrar de nuevo en la casa de los Saeki.

- Moriku Noritaka, amante de Tomoka, va a verla a su departamento. Moriku se da cuenta también de que se producen extraños golpes que vienen del otro lado del edificio.

- Al día siguiente, Keisuke se encuentra con Megumi, Sooma, Watanabe y Kyoko para ir en una camioneta a la casa Saeki, Tomoka los alcanza y va con ellos también.

- Chiharu vuelve a recobrar el sentido y va a la escuela junto con Hiromi, ella le dice que Keisuke las quiere como extras en su película pero Chiharu se niega.

- El rodaje comienza con Tomoka entrevistando a Kyoko sobre los hechos ocurridos en las películas anteriores.

- Moriku llama a Tomoka para decirle que irá a verla en la noche, pero solo escucha un estertor como respuesta, que resulta ser el Traqueteo de la muerte de Kayako.

- Megumi está maquillando a Kyoko mientras hablan sobre lo que pasó en la casa en el pasado y las películas de Kyoko, ambas se percatan de una mancha extraña en el dormitorio donde se encuentran.

- Sooma, Watanabe y el resto de la producción arman el cableado para poder grabar audio y vídeo en la casa.

- Keisuke ordena que se continúe con las grabaciones, esta vez en el interior de la casa.

- Mientras Tomoka entrevista a Kyoko en las escaleras, Sooma emite un fuerte grito, dice que fue asustado por un ruido extraño proveniente del micrófono de Kyoko.

- Watanabe comienza a grabar otras partes de la casa, sin saber que Toshio aparece en estas.

- En el almuerzo, Megumi y Kyoko están hablando sobre el mundo de las películas, Kyoko le dice que está pensando en retirarse pues está embarazada y quiere una vida tranquila. Megumi le da un amuleto para que tenga un buen parto.

- Keisuke interrumpe a Kyoko y Megumi, haciendo que está última se avergüence un poco y se aleje, mientras está sola, Kyoko no se da cuenta, pero detrás de ella se está manifestando una visión de Toshio y Kayako cuando estaban vivos.

- Chiharu vuelve a tener una visión estando dentro de la casa, esta vez, logra ver que Hiromi trata de salvarla pero no puede.

- Kyoko y Megumi tratan de limpiar la mancha que está en el dormitorio pero no pueden, sintiéndose más incómodas.

- Moriku llega al departamento de Tomoka y la encuentra dentro cuando recibe una llamada de la misma Tomoka diciéndole que va a demorar en llegar.

- Megumi olvida su mochila en el dormitorio del segundo piso, por lo que va a recogerlo mientras Keisuke la espera.

- Masashi va a buscar a Kyoko en su auto para llevarla a su casa.

- Moriku se da cuenta de que vio algo irreal y entra a la habitación de Megumi pero no ve nada. Kayako baja del techo y lo ahorca con su cabello.

- Keisuke comienza a investigar en la casa y encuentra una foto de Katsuya y Kazumi Tokunaga (la familia de la película anterior) y el diario de Kayako.

- Megumi sale asustada de la casa y Keisuke la cierra con llave.

- Masashi y Kyoko atropellan lo que parece ser un gato, Masashi va a ver qué pasa mientras Kyoko ve por el retrovisor los pies pálidos de Toshio acercándose al gato. Masashi vuelve al auto y acelera sin explicar por qué.

- Tomoka llega a su casa y al entrar encuentra a Moriku ahorcado. Toshio aparece para empujar el cadáver de Moriku, simulando los golpes en la pared. Kayako baja del techo y ahorca a Tomoka.

- Keisuke, Watanabe, Sooma y Megumi llegan al estudio para empezar la posproducción, esta última se aleja del resto para preparar las pelucas y el maquillaje.

- Kyoko ve a Toshio conduciendo el auto y se asusta, Masashi pierde el control y chocan en un parque. Kyoko ve que está perdiendo sangre y por ende ha perdido a su bebé.

- Megumi alcanza a ver una sombra negra detrás del vestidor, al fijarse encuentra la misma mancha negra que estaba en la casa Saeki. Una de las pelucas comienza a moverse sin que se de cuenta.

- Keisuke comienza a ver las escenas grabadas en la casa, pero se queda dormido. En el momento que Sooma explica que se escucho un ruido extraño del micrófono de Kyoko, se muestra que se convirtió en Kayako y que Toshio aparece en las grabaciones de Watanabe.

- Megumi tiene una visión de como murió Kayako a manos de Takeo y cuando vuelve en sí se da cuenta de que está cubierta de sangre, la peluca que tenía en mano se mueve y cae en la mancha oscura, de ahí Kayako se materializa y la asesina.

- Keisuke es despertado por el grito de Megumi, al ir a verla a su camerino ya no la encuentra.

- Masashi y Kyoko son llevados al hospital.

- Chiharu vuelve a tener otra pesadilla, esta vez mucho más detallada.

- Kyoko lográ recuperarse del accidente, pero Masashi queda en estado vegetativo. Su madre y Chiharu van a verla al hospital.

- Kyoko comienza a tener visiones de Toshio Saeki acercándose a ella.

- Watanabe, el camarógrafo del programa, desaparece, probablemente es asesinado por Kayako.

- Sooma, el sonidista del programa, también desaparece, probablemente es asesinado por Kayako.

- Kyoko recibe el alta médica y se va a la casa de su madre para no estar sola.

- Keisuke se da cuenta de todo lo que está sucediendo y comienza a sospechar sobre el mito de la maldición.

- Kyoko va a ver un médico y este le dice que ha sido un milagro que no haya perdido a su bebé.

- Kyoko acompaña a Masashi todos los días, quién ahora apenas puede hablar y moverse.

- Chiharu le dice a Hiromi que si un día desaparece, la busque en la casa de los Saeki, pero que no entre, solo que espere afuera.

- Kyoko va a cocinar con su madre pero se queda dormida en su habitación. Mientras su madre es asesinada por Toshio.

- Kyoko despierta y encuentra a su madre dormida, pero ve que Toshio la contempla mientras lo hace. Cuando Kyoko trata de despertarla ve que no reacciona, pues está muerta.

- Tiempo después, Keisuke va a ver a Kyoko al hospital, que estaba con Masashi. Keisuke le dice que algo extraño está pasando pues Tomoka y Moriku se suicidaron la misma noche que Kyoko tuvo su accidente, además de que Megumi desapareció esa noche también. Keisuke dice que Sooma y Watanabe también están desaparecidos. Kyoko le comenta que su madre también falleció hace unos días.

- Keisuke lleva a Kyoko a su casa, esta le dice que ya no quiere estar vinculada con el proyecto. Al bajar del coche, Kyoko ve a Megumi y grita, Keisuke baja a ver que pasa y ve a Megumi entrar en la casa de Kyoko.

- Al entrar en la casa, Keisuke ve a una Megumi de rara apariencia en el cuarto de Kyoko y está le entrega un libro, que resulta ser el diario de Kayako.

- Keisuke y Kyoko van a la biblioteca a ver los archivos de los casos anteriores ocurridos en la casa de los Saeki. Keisuke le dice que probablemente la maldición sea real y Kayako este detrás de todos ellos. Keisuke cree que debe haber una razón por la que Kyoko no murió en el accidente y tampoco haya perdido a su bebé. Keisuke se dispone a transcribir el diario de Kayako para encontrar más respuestas.

- Chiharu es llevada nuevamente a la casa de los Saeki mientras está dormida.

- Hiromi se da cuenta de que Chiharu desapareció, así que irá a buscarla a la casa de los Saeki.

- Chiharu reacciona en el dormitorio superior de la casa Saeki, esta vez es real, ella escucha algo que viene del ático y baja para escapar por la puerta, pero esta cerrada.

- Kyoko llega a la casa de los Saeki antes que Keisuke y, al no poder abrir la puerta principal, entra por la parte trasera.

- Kayako baja del ático persiguiendo a Chiharu. Kyoko escucha los gritos de Chiharu y la ve, pero cuando Kayako aparece se desmaya.

- Hiromi llega y apenas logra abrir la puerta, pero no logra quitar el seguro, Kayako alcanza a Chiharu y la asesina ante los ojos de Hiromi.

- Keisuke llega a la casa Saeki y ve a Hiromi correr despavorida. Keisuke usa las llaves de la casa para abrir la puerta principal. Al entrar encuentra a Kyoko desmayada y se da cuenta de que se le rompió la fuente. Kyoko está por dar a luz.

- Masashi de alguna forma llega a la terraza del hospital para contemplar la vista de la ciudad.

- Keisuke lleva a Kyoko al hospital y le da el amuleto de Megumi, Keisuke cree que el nacimiento de una nueva vida puede acabar con la maldición y espera que el hijo de Kyoko pueda acabar con todo.

- Masashi comienza a convulsionar, se da cuenta de que ya no puede moverse ni caminar, Masashi hace un esfuerzo y se suicida lanzándose desde lo alto, pues cree que sería una carga para Kyoko.

- Kyoko da a luz a su bebé, pero los enfermeros comienzan a gritar aterrados, Kyoko se desmaya al ver a Toshio en el parto y los enfermeros mueren.

- Horas después, Keisuke entra a la sala de parto a ver que sucedió, encontrando los cuerpos de los enfermeros. Kayako sale del vientre de Kyoko como si estuviera naciendo de nuevo y mata a Keisuke.

- Kyoko despierta y encuentra a su bebé, que resulta ser una niña.

- Probablemente Hiromi es asesinada por Kayako, ya que la vio cuando asesinaba a Chiharu, aunque nunca entró en la casa.

- Años después, Kyoko se ha retirado del mundo de las películas y ahora se dedica a su hija. Mientras pasaban por unas vías del tren sobre un puente, la pequeña niña se queda mirando, luego de que pasa el tren, la niña empuja a Kyoko por las escaleras.

- Kyoko descubre la terrible verdad, Kayako ha reencarnado en el hijo de Kyoko para volver a la vida y repetir la maldición. A pesar de esto, Kyoko le obsequia su bufanda a su hija en muestra de cariño, pero Kayako solo la mira fijamente hasta que muere.

- La pequeña Kayako huye con rumbo desconocido, mientras las personas se acercan al cadáver de Kyoko.

## Muertes (en orden de aparición)
| Personaje      | Asesino |
| -------------- | ------- |
| Madre de Kyoko | Toshio  |
| Moriku         | Kayako  |
| Tomoka         | Kayako  |
| Megumi         | Kayako  |
| Chiharu        | Kayako  |
| Enfermeros     | Kayako  |
| Masashi        | Kayako  |
| Keisuke        | Kayako  |
| Kyoko          | Kayako  |

- Watanabe, el camarógrafo de la película de Keisuke, es asesinado fuera de cámara, probablemente por Kayako, su cadáver es encontrado por Keisuke.

- Sooma, el encargado de sonido de la película de Keisuke, también es asesinado fuera de cámara, probablemente por Kayako, su cadáver es encontrado por Chiharu y Keisuke.

- Hiromi, la mejor amiga de Chiharu, también es asesinada fuera de cámara, probablemente Kayako la mató por haberla visto ultrajando a Chiharu, aunque nunca entró a la casa.

## Soundtrack
- "Confession" de Suitei Shojo.

## Reparto
| Actor              | Rol                |
| ------------------ | ------------------ |
| Noriko Sakai       | Kyoko Harase       |
| Chiharu Nîyama     | Tomoka Miura       |
| Kei Horie          | Noritaka           |
| Yui Ichikawa       | Chiharu            |
| Emi Yamamoto       | Megumi             |
| Chikara Ishikura   | Hirohashi          |
| Shingo Katsurayama | Keisuke            |
| Takako Fuji        | Kayako Saeki       |
| Yuya Ozeki         | Toshio Saeki       |
| Yuu Kamata         | Pequeña Kayako # 1 |
| Sakura Kamata      | Pequeña Kayako # 2 |
| Erika Kuroishi     | Hiromi             |

## DVD
El DVD de la película fue estrenado antes del éxito en cines de The Grudge 2 y está ahora disponible para las Regiones 1 y 2.

## Premios y nominaciones
| Año  | Asociación Fílmica/Festival                     | Premio    | Categoría/Destinatario | Resultado  |
| ---- | ----------------------------------------------- | --------- | ---------------------- | ---------- |
| 2003 | Sitges - Catalonian International Film Festival | Best Film | Takashi Shimizu        | Nominación |

## Secuela
El creador de la saga Takashi Shimizu siempre manifestó su voluntad de crear una segunda secuela de Ju-on: The Grudge, que supondría el cierre de una trilogía y el fin de la saga japonesa. En un comentario de audio incluido en el DVD de Ju-on: The Grudge 2 (lanzado en 2005) el experto en cine asiático Bey Logan ya especulaba sobre la posible continuación de la saga.
Desde entonces se fueron anunciando repetidamente posibles fechas de inicio de producción e incluso de estreno de la nueva secuela. Pero realmente el rodaje no llegó a iniciarse nunca.
Entre tanto, Shimizu se trasladó a los Estados Unidos para rodar la adaptación americana The Grudge (2004) y su posterior secuela The Grudge 2 (2006). Tras el estreno de ésta, el director declaró que no tenía intención inmediata de escribir "Ju-on: The Grudge 3". Aseguró querer avanzar profesionalmente y hacer cosas diferentes, y quizá una vez el público dejara de recordarle por Ju-on, retomaría la saga japonesa para hacer dicha película.
En abril de 2013 Shimizu reafirmó públicamente que escribiría la esperada secuela.

## Estrenos
| País          | Fecha                   | Notas                         |
| ------------- | ----------------------- | ----------------------------- |
| Francia       | 16 de mayo de 2006      | (Cannes Film Market)          |
| Alemania      | 15 de agosto de 2003    | (Hamburg Fantasy Filmfest)    |
| Japón         | 23 de agosto de 2003    | (Tokio)                       |
| Corea del Sur | 5 de septiembre de 2003 |                               |
| Italia        | 17 de noviembre de 2003 | (Turin Film Festival)         |
| Hong Kong     | 26 de febrero de 2004   |                               |
| Filipinas     | 10 de marzo de 2004     | (Manila)                      |
| Dinamarca     | 26 de marzo de 2004     |                               |
| Filipinas     | 14 de abril de 2004     | (Davao)                       |
| España        | 3 de septiembre de 2004 |                               |
| Finlandia     | 24 de octubre de 2004   | (Night Visions Film Festival) |
| Finlandia     | 6 de noviembre de 2004  | (Iik!! Horror Film Festival)  |
| Islandia      | 3 de febrero de 2005    | (premiere del DVD)            |
| Suecia        | 11 de febrero de 2005   |                               |
| Hungría       | 27 de abril de 2005     | (premiere del DVD)            |
| Finlandia     | 25 de mayo de 2005      | (premiere del DVD)            |
| Reino Unido   | 7 de julio de 2005      |                               |

- Según datos de IMDb